# Sygekasse
En sygekasse er en forening, der skal sikre gensidig hjælp til sygdomsramte. Betegnelsen har været i brug i bl.a. Tyskland (Krankenkassen) og Danmark siden 1800-tallet. I Danmark blev sygekasserne afskaffet i 1973, hvor de blev afløst af den offentlige sygesikring. I Tyskland og Schweiz er sundhedssystemet fortsat organiseret i sygekasser.

## Historie
Sygekasserne blev udbredt i anden halvdel af 1800-tallet. I Tyskland bredte et sygekassesystem sig, der byggede på tidligere tiders svendegilder. Den tyske kansler Otto von Bismarck indførte i 1883 en lov, der udbredte sygekassesystemet i hele Tyskland.

## Udbredelse i Danmark
I Danmark spillede lavene en vigtig rolle i sygesikringen fra middelalderen og frem. De blev imidlertid ophævet i 1862, og derefter begyndte man lokalt at organisere sig i sygekasser. Oprindelig var disse også organiseret efter erhverv, men blev senere suppleret med sygekasser for byer og landsogne.
I 1892 blev den første sygekasselov vedtaget efter tysk forbillede. Den indførte statstilskud til sygekasser for mindrebemidlede (de såkaldte ”statsanerkendte sygekasser”). Det blev pålagt lokale udvalg at foretage afgrænsningen af, hvem der kunne betragtes som mindrebemidlet og dermed berettiget til at søge optagelse i kassen. Denne metode blev misbrugt, sådan at også mere velstillede bønder i nogle tilfælde blev optaget, og ved lov af 10. maj 1915 blev det bestemt, at der skulle udsendes en vejledning om det, man senere kaldte ”sygekassegrænsen”, dvs. de indtægts- og formueforhold, der var en betingelse for nydende medlemskab af de statsanerkendte sygekasser. Personer over denne grænse havde ret til at stå i kasserne som ydende medlemmer, sådan at de senere kunne blive nydende, hvis de kom under grænsen. En anden mulighed var, at de kunne indmelde sig i en statskontrolleret sygeforsikringsforening uden offentlig støtte (”fortsættelseskasse”).
Gennem sygekassen fik medlemmerne ret til fri læge og sygehusbehandling i 60 uger i løbet af 3 år, dagpenge i 13 uger om året og fri kørsel.
Med Steinckes socialreform i 1933 blev sygekassesystemet integreret i den samlede sociale lovgivning. Ifølge loven blev det nu en forudsætning for at kunne få aldersrente og invaliderente, at man var medlem af an statsanerkendt sygekasse, og det blev obligatorisk for alle, der var ældre end 21 år, at søge medlemskab. I 1960 medførte en ny lovændring, at også personer, der ikke var ubemidlede, kunne søge medlemskab.  
Samtidig bestemte 1960-loven, at der skulle være en og kun en sygekasse i hver kommune. Dermed forsvandt de sidste af fagforeningernes sygekasser. I samme lov stod der også, at kommunale repræsentanter skulle være med i sygekassernes bestyrelse, og deres oprindelige foreningspræg blev på den måde mere udvisket.
I 1971 vedtog man 9. juni en lov om offentlig sygesikring, der med virkning fra 1973 afskaffede de private sygekasser, som blev erstattet med den offentlige sygesikring. Fortsættelseskasserne kunne derimod godt fungere videre som private sygeforsikringer. Det er bl.a. på den baggrund, at Sygeforsikringen "danmark" blev oprettet.